# Lithostege coassaria
Lithostege coassaria är en fjärilsart som beskrevs av Jean Baptiste Boisduval 1840. Lithostege coassaria ingår i släktet Lithostege och familjen mätare. Inga underarter finns listade i Catalogue of Life.